# Véronique Ghenne
Véronique Ghenne (ur. 18 lipca 1970 w Namur, Belgia) – belgijska biotechnolog, polityk walońskiej Partii Socjalistycznej.
Ukończyła studia biochemii z zakresu biotechnologii, prowadziła badania nad widłonogami (należała do odkrywców Acanthocyclops rebecae). Od 2000 do 2004 zasiadała w radzie prowincjalnej w Brabancji Walońskiej, w 2004 kandydowała z ramienia walońskiej Partii Socjalistycznej do Izby Reprezentantów i została wybrana na trzyletnią kadencję. W 2007 kandydowała ponownie jako bezpartyjna z listy organizacji OCMW (Openbaar Centrum voor Maatschappelijk Welzijn) z okręgu wyborczego Orp-Jauche.